# Jorge D'Acunha
Jorge D'Acunha Cuervas (Barranca, 11 de julio de 1936 - Miraflores, 12 de abril del 2022) fue un economista, empresario y político peruano. Fue regidor del distrito de Miraflores desde enero del 2019 hasta su fallecimiento en abril del 2022. Ejerció también como congresista de la república durante el breve periodo 2000-2001.

## Biografía
Nació en el distrito de Barranca, ubicado en el departamento de Lima, el 11 de julio de 1936.
Realizó sus estudios primarios en el Colegio Fiscal Nº 423 de Puerto Supe. Los secundarios los hizo en el Colegio Lima San Carlos y en el Colegio Militar Leoncio Prado en el Callao. Ingresó a la Universidad Nacional Mayor de San Marcos donde estudió la carrera de economista, sin embargo, no llegó a concluirlos.
También estudió en la Universidad del Pacífico y se dedicó al ámbito empresarial, donde fue miembro del directorio de la Compañía Faucett y de Aerocontinente. Fue presidente del directorio de D’Acunha Viajes S.A. y luego del Club Tennis Las Terrazas del distrito de Miraflores, ejerciendo dicho cargo en 2 ocasiones.
También se destacó en el tema del turismo donde fue distinguido por el Ministerio de Comercio Exterior y Turismo.

## Carrera política
Jorge D'Acunha incursionó en el ámbito político cuando fue elegido como regidor de la Municipalidad de Lima durante la gestión de Piero Pierantoni Cámpora en 1980 y culminando en 1981.
Luego se unió al fujimorismo y postuló como regidor del distrito de Miraflores por la alianza Cambio 90 - Nueva Mayoría en las elecciones municipales del año 1995, sin embargo, no resultó elegido.

### Congresista de la República
En las elecciones generales del año 2000, Jorge D'Acunha se afilió al partido opositor Perú Posible de Alejandro Toledo y postuló al Congreso de la República con el número 35 de la lista única en las elecciones parlamentarias. D'Acunha logró ser elegido como congresista de la república con 26,927 para el periodo parlamentario 2000-2005.
Durante su gestión parlamentaria integró diversas comisiones congresales y formó parte de la oposición al régimen de Alberto Fujimori. Posteriormente, su cargo es reducido hasta el 28 de julio del 2001 tras la vacancia contra Fujimori por su fuga hacia Japón y la toma de mando interina de Valentín Paniagua.

### Regidor de Miraflores
En el año 2017, Jorge D'Acunha reapareció en el ámbito político afiliándose al partido Somos Perú y luego postulando como regidor y teniente alcalde del distrito de Miraflores en la lista encabezada por Manuel Masías para las elecciones municipales del 2018. D'Acunha logró ser elegido y fue juramentado para el periodo municipal 2019-2022.
Permaneció en el cargo hasta abril del 2022, fecha en la que falleció y fue reemplazado por Alberto Moreno Díaz.

## Controversias
En el año 2001, Jorge D'Acunha fue denunciado ante el Congreso de la República por el delito de corrupción tras haberse descubierto que se reunió con Vladimiro Montesinos en el Servicio de Inteligencia Nacional. Según la denuncia constitucional, D'Acunha fue llevado al SIN por Óscar Dufour Cataneo y recibió $10,000.00 para que se pasara a las filas de la alianza Perú 2000, sin embargo, éste prefirió mantenerse en la bancada de Perú Posible e informar a Montesinos de los temas de interés dentro del partido. Fue investigado y luego terminó quedando absuelto por el Ministerio Público.

## Fallecimiento
El 12 de abril del 2022, Jorge D'Acunha falleció a los 85 años. La noticia fue anunciada por el alcalde del distrito de Miraflores, Luis Molina.